# Кальтяєвська сільська рада
Кальтя́євська сільська рада (рос. Кальтяевский сельский совет) — муніципальне утворення у складі Татишлинського району Башкортостану, Росія. Адміністративний центр — село Кальтяєво.

## Населення
Населення — 1104 особи (2019, 1205 в 2010, 1387 в 2002).

## Склад
До складу поселення входять такі населені пункти:
| Населений пункт           | Населення, осіб (2002) | Населення, осіб (2010) |
| ------------------------- | ---------------------- | ---------------------- |
| В'язовка, село            | 613                    | 504                    |
| Кальтяєво, село           | 589                    | 573                    |
| Нижнє Кальтяєво, присілок | 48                     | 41                     |
| Старий Шардак, присілок   | 122                    | 85                     |
| Фанга, присілок           | 15                     | 2                      |